# Della Street
Della Street, fiktiv karaktär i författaren Erle Stanley Gardners samtliga böcker om försvarsadvokaten Perry Mason.
Della Street är den perfekta sekreteraren som alltid är lojal mot sin arbetsgivare. Så här beskrev Gardner henne i den första boken Fallet med den anklagade advokaten (The Case of the Velvet Claws) från 1933: ”Della Street hade smärt figur och stadig blick. Hon var en ung kvinna på cirka tjugosju år, som gav intryck av att se på livet med kloka tacksamma ögon och en förmåga att se långt under ytan.”
I 1930-talsböckerna antyds det ibland romantiska samband mellan Della Street och Perry Mason och vid åtminstone ett tillfälle friar han till henne. Men detta faller naturligtvis på att Della som hustru till honom skulle vara tvungen att sluta arbeta för Mason, samtidigt som han skulle vara tvungen att skaffa en ny sekreterare. I de senare böckerna tonades detta drag ner och båda karaktärerna tycks i det närmaste helt sakna privatliv.
I TV-serien Perry Mason spelades Della Street av skådespelerskan Barbara Hale 1957 – 1966 och 1985 – 1995.